# Hjärtmuskelcellernas aktionspotential

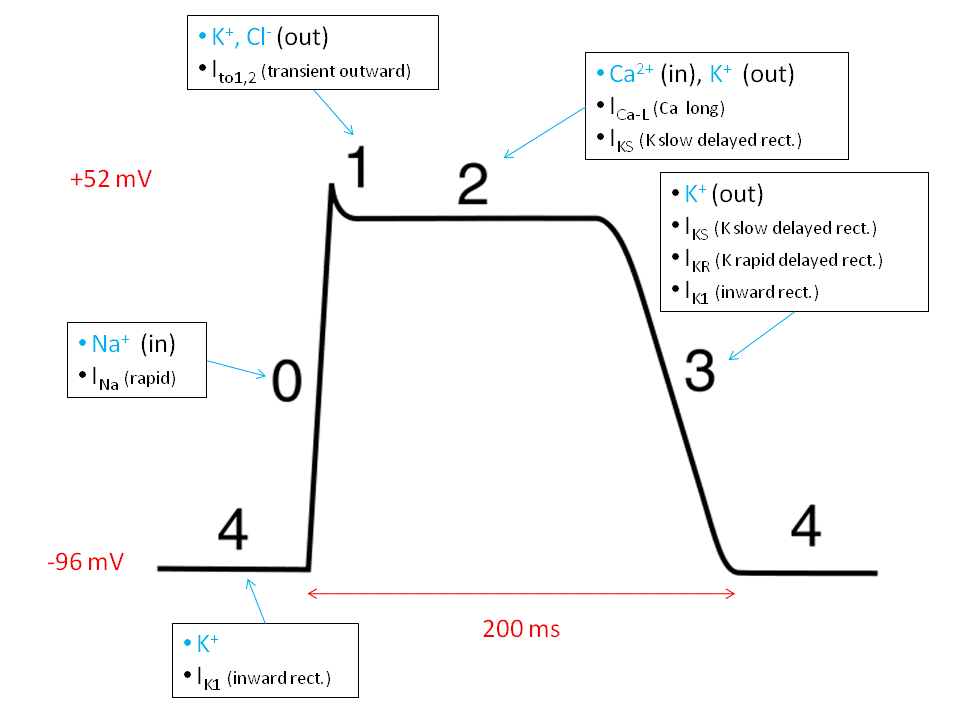
Hjärtmuskelcellernas aktionspotential har fem faser.

Hjärtmuskelcellernas aktionspotential skiljer sig på flera sätt mot andra cellers aktionspotential. Även inom hjärtats vävnader syns skillnader, där de så kallade pacemakercellerna i hjärtats retledningssystem har förmågan att spontant depolariseras, utan yttre påverkan, med jämna mellanrum. Detta genererar hjärtats puls. 
Aktionspotentialerna bygger på flöden över cellmembranet med olika katjoner:
- Natriumjoner
- Kalciumjoner
- Kaliumjoner

Dessa flödar genom cellmembranet genom olika jonkanaler:
- Snabba natriumjonkanaler
- Långsamma natriumjonkanaler
- Kalciumjonkanaler
- Kaliumjonkanaler
- Natrium-kaliumjonpumpen, ett ATP-beroende enzym som pumpar natrium- och kaliumjoner över cellmembranets yta.

## Steg
Aktionspotentialen kan delas in i fem faser, numrerade 0 till 4, där fas 4 är cellernas vilopotential, då cellerna inte tar emot någon stimulans.
Intracellulärt dominerar K+ som katjon, medan olika konjugerade aminosyrobaser på proteiner samt fosfater agerar som anjon. Extracellulärt dominerar Na+ som katjon, och Cl- som anjon.

### Fas 4
Fas 4 är vilopotentialen, hjärtmuskelcellerna kommer att befinna sig i denna fas tills de stimuleras till att depolarisera genom elektrisk stimulans från omkringliggande celler. Denna fas associeras med diastole, eftersom hjärtmuskeln relaxerar vilket tillåter inflöde av blod till kamrarna.
Vissa av hjärtmuskelcellerna, de så kallade pacemakercellerna, behöver ingen yttre stimulans för att depolariseras, utan gör detta av sig själva på grund av ett konstant inflöde av Na+ och Ca2+-joner.

### Fas 0
Fas 0 kallas depolarisationsfasen. Stimulans som ökar membranpotentialen till dess tröskelpotential kommer att få cellen att depolariseras. Fas 0 karakteriseras av ett brant uppåtstigande utslag på EKG, som beror på att snabba Na+-kanaler öppnar vilket tillåter natriumjoner att strömma in utifrån. Förmågan att öppna dessa snabba jonkanaler beror på vilopotentialens polarisation; de är nämligen inte helt stängda förrän vilopotentialen är runt -85 mV. Hos pacemakercellerna är vilopotentialen aldrig så låg, därför ser man ingen brant kurva när dessa depolariserar, utan bara en flack kurva som är resultatet av långsamma natrium- och kalciumkanaler.

### Fas 1
Fas 1 karakteriseras av en kort nedåtgående kurvatur på membranpotentialen, som beror på utflöde av positiva K+-joner. Här stängs de snabba natriumkanalerna genom den så kallade "ball and chain"-mekanismen, som orsakas av en domän av natriumkanalens yttre del täpper till kanalen.

### Fas 2
Fas två kategoriseras av en "platå" på membranpotentialen, där utflöde av kaliumjoner och inflöde av kalciumjoner tar ut varandra. 

### Fas 3
Under fas 3, som är en fas av snabb repolarisering av cellen, stänger kalciumjonkanalerna medan kaliumjonkanalerna fortfarande är öppna. Kaliumjonkanalen är öppen tills vilopotentialen är uppnådd, dvs. då membranpotentialen når ca -85 mV. Natrium-Kaliumpumpen bidrar till att pumpa ut intracellulärt natrium, så att vilopotentialen uppnås. Därefter går cellen in i fas 4 igen.